# Euippe (Töchter des Danaos)
Euippe (altgriechisch Εὐίππη Euíppē) hießen in der griechischen Mythologie mehrere der Danaiden, der 50 Töchter des Danaos.
Die Danaiden heirateten die 50 Söhne von Danaos’ Zwillingsbruder Aigyptos, brachten aber – mit Ausnahme von Hypermnestra – ihre Ehemänner noch in der Hochzeitsnacht um. Im Namensverzeichnis der Danaiden in der Bibliotheke des Apollodor führen zwei von ihnen den Namen Euippe: die eine war Danaos’ Tochter von einer Äthiopierin und Braut des Argios, die andere Danaos’ Tochter von der Najade Polyxo und Braut des Imbros. Die in der Liste des Hyginus Mythographus verzeichnete Danaide namens Euippe war hingegen die Braut des Aigyptiden Agenor.